# مارسيانو عزيز
مارسيانو عزيز هو لاعب كرة قدم بلجيكي، ولد في 13 يوليو 2001.